# Periodistas (serie de televisión)
Periodistas es una serie de televisión que se emitió en Telecinco España desde el 13 de enero de 1998 hasta el 8 de julio de 2002, con un total de 120 capítulos.
Producida por Globomedia, fue una de las series de más éxito durante sus 4 años de emisión, solo por detrás de "Médico de Familia". También competía en el pódium con "Manos a la obra" y Compañeros, que mantenían unos registros muy parecidos. 
Periodistas fue repuesta entre los años 2006 y 2008 en los canales de TDT de Telecinco, Telecinco Estrellas y Factoría de Ficción. Pudo verse también en Paramount Comedy.
También fue transmitida fuera de España. Particularmente en Venezuela se difundió a través de la hoy extinta cadena CMT.

## Argumento
La serie se desarrolla en la sección de Local de un ficticio periódico llamado Crónica Universal, ubicado en Madrid. Allí trabajaban en los inicios el jefe de Local, Luis Sanz (José Coronado), el redactor jefe, Blas (Álex Angulo), las redactoras Ana (Alicia Borrachero) y Ali (Esther Arroyo), un becario, José Antonio (Pepón Nieto), los fotógrafos Clara (Belén Rueda) y Willy (Joel Joan) y la secretaria Mamen (María Pujalte); también cobra gran protagonismo la subdirectora del periódico, Laura (Amparo Larrañaga) entre otros. La redacción, la mayoría de los personajes principales y algunas de las tramas están inspirados en los de La Crónica de León en la segunda mitad de los años 90.
Con el tiempo muchos actores fueron dejando la serie y hubo nuevos fichajes, de manera que fueron pocos los actores del reparto inicial (concretamente Belén Rueda, Alicia Borrachero, Álex Angulo y Enric Arredondo) que se mantuvieron en la última temporada. También formaron parte del reparto durante toda la serie personajes secundarios como Herminio (Pepín Salvador), Miguelón (Paco Catalá) y Emma (Nadia Henche). Otros personajes fueron Isabel (Elena Ballesteros) y Chusky (Paco Marín).

## Personajes

### Apariciones

#### Principales
Señal:      = Principales (Protagonistas)
Señal:      = Recurrentes
Señal:       = Apariciones especiales/Cameo
| José Coronado       | Luis Sanz                  | 13 | 15 | 13 | 13 | 13 | 13 | 13 | 2  | 3  | 98  |
| Amparo Larrañaga    | Laura Maseras              | 13 | 15 | 13 | 13 | 13 | -  | -  | -  | -  | 67  |
| Belén Rueda         | Clara Nadal                | 13 | 15 | 13 | 13 | 13 | 13 | 13 | 14 | 13 | 120 |
| Álex Angulo         | Blas Castellote            | 13 | 15 | 13 | 13 | 13 | 13 | 13 | 14 | 13 | 120 |
| María Pujalte       | Mamen Tébar                | 13 | 15 | 13 | 13 | 13 | 13 | 13 | 14 | -  | 107 |
| Pepón Nieto         | José Antonio Aranda        | 13 | 15 | 13 | 13 | 13 | 13 | -  | -  | -  | 80  |
| Joel Joan           | Guillermo Casals "Willy"   | 13 | 15 | 5  | 1  | -  | -  | -  | -  | -  | 34  |
| Alicia Borrachero   | Ana Ruiz                   | 13 | 15 | 13 | 13 | 13 | 13 | 13 | 14 | 13 | 120 |
| Esther Arroyo       | Alicia "Ali" Rocha         | 13 | 15 | 13 | 13 | 13 | 13 | 13 | 14 | 13 | 120 |
| Enric Arredondo     | Pablo Castro               | 13 | 15 | 13 | 13 | 13 | 13 | 13 | 14 | 13 | 120 |
| Pepín Salvador      | Herminio Robledo           | 13 | 15 | 13 | 13 | 13 | 13 | 13 | 14 | 13 | 120 |
| Paco Catalá         | Miguelón                   | 13 | 15 | 13 | 13 | 13 | 13 | 13 | 14 | 13 | 120 |
| Elena Ballesteros   | Isabel Sanz Gómez          | 13 | 5  | 12 | 13 | 13 | 13 | 13 | 14 | -  | 96  |
| José Gonzalvez      | Iñigo Sanz Gómez           | 13 | -  | 1  | -  | -  | -  | -  | -  | -  | 14  |
| Nadia Henche        | Emma Torres Nadal          | 13 | 15 | 13 | 13 | 13 | 13 | 13 | 14 | 13 | 120 |
| María Jesús Valdés  | Gloria                     | 13 | 15 | 13 | 13 | 13 | -  | -  | -  | -  | 67  |
| Paco Marín          | Juan Salas Calafí "Chusky" | 8  | 15 | 13 | 13 | 13 | 13 | 13 | -  | 1  | 89  |
| Jorge Bosch         | Tomás Herrero              | -  | -  | -  | 12 | 5  | -  | -  | -  | -  | 17  |
| Enrique Arce        | Eduardo Cabrera            | -  | -  | -  | -  | -  | 5  | 13 | 12 | -  | 30  |
| Miryam Gallego      | Claudia Montero            | -  | -  | -  | -  | 10 | 13 | 12 | 14 | 13 | 62  |
| Jesús Bonilla       | Vicente Zamora             | -  | -  | -  | -  | -  | 11 | 13 | 14 | 13 | 51  |
| Ginés García Millán | Álvaro Torres              | -  | 1  | -  | -  | -  | 1  | 12 | 14 | 13 | 41  |
| Miguel Ortiz        | Rafael Escudero "Chopo"    | -  | -  | -  | -  | -  | -  | -  | 14 | 13 | 27  |
| Isabel Aboy         | Berta Rocha                | -  | -  | -  | -  | -  | -  | 10 | 14 | 13 | 37  |
| Unax Ugalde         | Óscar Gontdard             | -  | -  | -  | -  | -  | -  | -  | 14 | 13 | 27  |
| Aníbal Soto         | Samuel Ballesteros         | -  | -  | -  | -  | -  | -  | 10 | 14 | 13 | 37  |

### Cronología
| Actor / Actriz      | Personaje                  | Temporada  | Temporada  | Temporada | Temporada             | Temporada  | Temporada | Temporada  | Temporada             | Temporada             | Capítulos |
| Actor / Actriz      | Personaje                  | 1          | 2          | 3         | 4                     | 5          | 6         | 7          | 8                     | 9                     | Capítulos |
| ------------------- | -------------------------- | ---------- | ---------- | --------- | --------------------- | ---------- | --------- | ---------- | --------------------- | --------------------- | --------- |
| José Coronado       | Luis Sanz                  | Principal  | Principal  | Principal | Principal             | Principal  | Principal | Principal  | Colaboración especial | Colaboración especial | 98        |
| Amparo Larrañaga    | Laura Maseras              | Principal  | Principal  | Principal | Principal             | Principal  |           |            |                       |                       | 67        |
| Belén Rueda         | Clara Nadal                | Principal  | Principal  | Principal | Principal             | Principal  | Principal | Principal  | Principal             | Principal             | 120       |
| Álex Angulo         | Blas Castellote            | Principal  | Principal  | Principal | Principal             | Principal  | Principal | Principal  | Principal             | Principal             | 120       |
| María Pujalte       | Mamen Tébar                | Principal  | Principal  | Principal | Principal             | Principal  | Principal | Principal  | Principal             |                       | 107       |
| Pepón Nieto         | José Antonio Aranda        | Principal  | Principal  | Principal | Principal             | Principal  |           |            |                       |                       | 80        |
| Joel Joan           | Guillermo Casals "Willy"   | Principal  | Principal  | Principal | Colaboración especial |            |           |            |                       |                       | 34        |
| Alicia Borrachero   | Ana Ruiz                   | Principal  | Principal  | Principal | Principal             | Principal  | Principal | Principal  | Principal             | Principal             | 120       |
| Esther Arroyo       | Alicia "Ali" Rocha         | Principal  | Principal  | Principal | Principal             | Principal  | Principal | Principal  | Principal             | Principal             | 120       |
| Enric Arredondo     | Pablo Castro               | Principal  | Principal  | Principal | Principal             | Principal  | Principal | Principal  | Principal             | Principal             | 120       |
| Pepín Salvador      | Herminio Robledo           | Principal  | Principal  | Principal | Principal             | Principal  | Principal | Principal  | Principal             | Principal             | 120       |
| Paco Catalá         | Miguelón                   | Principal  | Principal  | Principal | Principal             | Principal  | Principal | Principal  | Principal             | Principal             | 120       |
| Elena Ballesteros   | Isabel Sanz Gómez          | Principal  | Recurrente | Principal | Principal             | Principal  | Principal | Principal  | Principal             |                       | 96        |
| José Gonzálvez      | Íñigo Sanz Gómez           | Principal  |            | Invitado  |                       |            |           |            |                       |                       | 14        |
| Nadia Henche        | Emma Torres Nadal          | Principal  | Principal  | Principal | Principal             | Principal  | Principal | Principal  | Principal             | Principal             | 120       |
| Maria Jesús Valdés  | Gloria                     | Principal  | Principal  | Principal | Principal             | Principal  |           |            |                       |                       | 67        |
| Paco Marín          | Juan Salas Calafí "Chusky" | Recurrente | Principal  | Principal | Principal             | Principal  | Principal | Principal  |                       | Colaboración especial | 89        |
| Jorge Bosch         | Tomás Herrero              |            |            |           | Principal             | Principal  |           |            |                       |                       | 17        |
| Enrique Arce        | Eduardo "Edu" Cabrera      |            |            |           |                       |            | Principal | Principal  |                       |                       | 30        |
| Miryam Gallego      | Claudia Montero            |            |            |           |                       | Recurrente | Principal | Principal  | Principal             | Principal             | 62        |
| Jesús Bonilla       | Vicente Zamora             |            |            |           |                       |            | Principal | Principal  | Principal             | Principal             | 51        |
| Ginés García Millán | Álvaro Torres              |            | Invitado   |           |                       | Invitado   |           | Principal  | Principal             | Principal             | 41        |
| Miguel Ortiz        | Rafael Escudero "Chopo"    |            |            |           |                       |            |           |            | Principal             | Principal             | 27        |
| Isabel Aboy         | Berta Rocha                |            |            |           |                       |            |           | Recurrente | Principal             | Principal             | 37        |
| Unax Ugalde         | Óscar Gondtard             |            |            |           |                       |            |           |            | Principal             | Principal             | 27        |
| Aníbal Soto         | Samuel Ballesteros         |            |            |           |                       |            |           | Recurrente | Principal             | Principal             | 37        |

Notas
1. ↑  Joel Joan es acreditado como principal hasta el cuarto episodio de la tercera temporada, regresando como invitado al final de ésta.
2. ↑  Elena Ballesteros es acreditada como principal desde el quinto episodio de la tercera temporada.
3. ↑  Jorge Bosch es acreditado como principal desde el quinto episodio de la cuarta temporada. En la quinta temporada solo es acreditado hasta el quinto episodio.
4. ↑  Jesús Bonilla es acreditado como principal desde el tercer episodio de la sexta temporada.
5. ↑  Ginés García Millán es acreditado como principal desde el segundo episodio de la séptima temporada.

### Equipo del periódico

#### Jefes
- Luis Sanz (José Coronado)

Es el jefe de Local, un hombre entregado a su trabajo. Al inicio de la serie llega procedente de Nueva York (Estados Unidos), donde estuvo trabajando los últimos años. Ocupa la vacante que deja en la sección Laura Maseras, ascendida a subdirectora del diario.
Se divorcia al comienzo de la serie de su mujer, Pilar (Adriana Ozores), con la que tiene dos hijos. La mayor de ellos, Isabel, estudiante de Periodismo que más tarde colaborará en el periódico, vivirá con él y le dará más de un quebradero de cabeza. Su ex también aparecía en escena de vez en cuando en las primeras temporadas.
Conoce a la subdirectora, Laura nada más llegar al periódico. Con ella mantendrá una relación de amor-odio, pasarán un tiempo juntos con muchos altibajos e incluso tendrán un hijo en común, Diego. Acaban siendo buenos amigos y se despiden de forma emotiva cuando ella acepta una oferta de trabajo en El País.
Su mejor amigo y confidente es Blas, también padrino de su hija Isabel, con el que protagoniza multitud de escenas cómicas en la serie. También mantiene buena relación con Pablo y con Chusky, que es como un hijo para él.
En las últimas temporadas inicia una relación con Ana, con la que también tendrá un niño. Están a punto de casarse, pero al final ella lo deja plantado en el altar poniendo fin a la relación. Tiempo después, tienen un affaire y ella se queda embarazada, lo que sirve de excusa para las visitas posteriores de Luis, una vez que su personaje ya había abandonado la serie para trabajar en Miami desconociendo el estado de Ana.
Temporada 1-7, invitado 8-9 (98 episodios) 
- Laura Maseras (Amparo Larrañaga)

Es la subdirectora del periódico, trabajadora y amante de su trabajo. Vive con su madre Gloria. Era jefa de Local hasta que asciende a subdirectora. Su puesto lo ocupa Luis.
Tiene una buena amistad con Pablo, el director del Crónica, aunque a veces discrepan en asuntos profesionales. Su mejor amiga y confidente es Mamen, secretaria de Local, aunque tiene buena relación y trato cercano con todo el equipo de esa sección, de la cual era responsable antes de asumir la dirección.
Se enamora de Luis aunque mantienen una relación muy inestable, con discusiones continuas debidas al fuerte carácter de ambos. Se queda embarazada y tiene el niño, aunque ya separada de Luis.
Durante una temporada acepta un cargo provisional en Sevilla. Al poco tiempo de volver, acepta una oferta para trabajar en otro periódico y desaparece definitivamente de la serie.
Temporada 1-5 (67 episodios) 
- Pablo Castro (Enric Arredondo) (†)

Es el director del periódico, un hombre serio y enteramente dedicado a su trabajo.
En las últimas temporadas se revela que tiene un hijo, Óscar, que entra a trabajar como fotógrafo en el periódico.
Aunque puede parecer estricto y distante, al final siempre resulta comprensivo con los empleados. Se lleva especialmente bien con su subdirectora, Laura, y con Luis.
Todas las temporadas (120 episodios) 
- Samuel Ballesteros (Aníbal Soto)

Antiguo profesor de la facultad de Ana con el que había mantenido una fugaz relación y que se incorpora al periódico para ocupar el puesto de subdirector. Es muy correcto y discreto, bastante reservado.
Vuelve a estar con Ana, de la que se enamora, aunque ella no siente lo mismo. Cuando se queda embarazada cree que puede ser el padre, pero al final el niño resulta ser de Luis. Aun así, no deja de estar pendiente de ella y colmarla de atenciones.
Temporada 7-9 (37 episodios) 
- Germán García (Gabriel Ignacio)

Se incorpora al Crónica como Director Adjunto, impuesto por los nuevos dueños después de que el diario sea comprado por una empresa francesa y con el objetivo de aumentar las ventas.
Pablo y Luis y el resto del equipo no están de acuerdo con sus métodos, le acusarán de amarillismo y sensacionalismo y se verán obligados a tratar determinados asuntos siguiendo sus órdenes, lo que provoca conflicto.
Un diario de la competencia publica su pasado de pederasta, lo cual divide a los trabajadores del Crónica entre los partidarios de su despido y los que piensan que un error del pasado no puede interferir en su vida. Finalmente se descubre que no todo había sido una artimaña de desprestigio urdida por el diario "El imparcial". A los 18 años García había mantenido relaciones sexuales consentidas con su novia, una chica de 15, y al ser sorprendida por el padre de esta, había sido denunciado y acusado de abuso de menores.
Poco tiempo después de este suceso, el francés decide trasladarse a Estados Unidos, donde sigue ejerciendo su trabajo como coordinador periodístico. De esta forma desaparece definitivamente de la serie.
Temporada 5-7 recurrente (20 episodios)

#### Redactores
- Blas Castellote Irureta-goyena (Álex Angulo) (†)

Redactor jefe del periódico. Acostumbrado a ser el segundo de a bordo, rechazó ser jefe de Local antes de que su mejor amigo, Luis, se hiciese con el cargo. Es trabajador y cabezota, le gusta investigar y llegar al fondo de las cuestiones.
Vive con su pareja, Mamen, secretaria de Local y 14 años más joven que él. Sus crisis son bastante frecuentes, pero siempre vuelven a estar juntos hasta la octava temporada, cuando ella decide acabar con la relación. Blas quedó muy afectado y deprimido, y se refugió en el alcohol como en ocasiones anteriores.
Antes habían tenido en acogida un niño (ellos no podían tener hijos), Kevin, con el que Blas se había encariñado mucho y al que debieron devolver a su madre cuando salió de la cárcel. Al final se enamora de la madre, Marimar, y se casan en el último capítulo de la serie.
Todas las temporadas (120 episodios) 
- Ana Ruiz (Alicia Borrachero)

Una de las mejores redactoras del periódico, que más tarde sustituyó a Luis en el puesto de jefe de Local. Es una mujer de ideas claras, irónica, segura de sí misma y apasionada de su trabajo. Llega a correr grandes riesgos para conseguir buenos reportajes -se infiltró en un bufete de abogados- y a veces es muy competitiva.
Comparte piso con Clara, su mejor amiga, y con la hija de esta, Emma.
Tuvo muchos ligues a lo largo de la serie, aunque su relación más importante fue la que mantuvo con Luis, con el que estuvo a punto de casarse, pero al que dejó plantado en el altar. Con él tuvo un hijo en la penúltima temporada de la serie.
Todas las temporadas (120 episodios) 
- Clara Nadal (Belén Rueda)

Empezó como fotógrafa de Local, pero pasó a ser redactora del periódico tras demostrar sus dotes para ello.
Separada y madre de una niña con la que vive también junto a Ana, mantuvo una relación muy especial con Willy, que mantuvieron en la distancia cuando él aceptó un trabajo en Nueva York, pero que se rompió cuando él conoció allí a otra chica.
Sufridora, idealista y desafortunada en amores, mantuvo otros dos romances en la serie: con su abogado Andrés (Pep Munné) y con otro personaje que interpretó Alberto San Juan al que conoció a través de una agencia matrimonial haciendo un reportaje. Además, en las últimas temporadas de la serie reaparece su exmarido y padre de Emma, Álvaro, del que vuelve a enamorarse a pesar de los malos momentos vividos en el pasado.
Todas las temporadas (120 episodios) 
- Alicia "Ali" Rocha (Esther Arroyo)

Redactora especializada en cultura y sucesos. Es muy dicharachera y graciosa.
Desde su llegada mantiene una buena relación con José Antonio, el becario, y tras la marcha de Willy, deciden compartir piso. Él se enamora de ella, que colecciona ligues cada dos por tres. Esto cambia cuando es víctima de una violación.
Más adelante se enamora de Álvaro y se casan. Son muy felices juntos hasta que a ella le ofrecen un trabajo fuera y se marcha una temporada. En ese tiempo Álvaro y su ex, Clara se dan cuenta de que aún se quieren y él es infiel a Ali. En el último episodio el final a esta trama es abierto.
Todas las temporadas (120 episodios) 
- Vicente Zamora (Jesús Bonilla)

Redactor que se incorporó a la redacción en las últimas temporadas. Es un hombre campechano, padre de varios hijos, y algo anticuado en sus ideas.
Viene de trabajar en un periódico pequeño de provincias en el que era redactor jefe y aporta a los temas un punto de vista más rural y humano.
Suele trabajar con Ana, y aunque al principio chocan, forman un buen equipo.
Temporada 6-9 (51 episodios) 
- Álvaro Torres (Ginés García Millán)

Exmarido de Clara y padre de su hija Emma.
Al principio era el "malo" de la serie, pero finalmente no lo es.
Empieza colaborando en el periódico como sociólogo y termina siendo fijo. Se enamora de Ali y se casan, aunque al final de la serie le es infiel con Clara, que vuelve a estar enamorada de él, y se debate entre ambas.
Temporada 7-9, invitado 2 y 5 (41 episodios) 
- Rafael "Chopo" Escudero (Miguel Ortiz)

Inseparable amigo y compañero de juergas de Álvaro que entra a trabajar en el periódico en las últimas temporadas. Está enamorado de Clara, pero por más que lo intenta no consigue nada con ella.
Temporada 8-9 (27 episodios)

#### Becarios
- José Antonio Aranda (Pepón Nieto)

Empieza siendo el becario, pero consigue quedarse como redactor al finalizar su periodo de prácticas. De origen andaluz, es simpático y alegre, aunque algo acomplejado. Mete la pata continuamente, pero al final resulta eficaz en su trabajo.
Mantiene una gran amistad con Willy, con el que comparte piso hasta que este se marcha y Ali se va a vivir con él. Está enamorado de ella, que no le corresponde, aunque sí son buenos amigos.
Más adelante se enamora de la nueva becaria, Claudia.
Cuando el actor dejó de forma precipitada la serie, sin despedida alguna, la explicación que se dio fue que se había enamorado haciendo el Camino de Santiago.
Temporada 1-5 (67 episodios) 
- Isabel Sanz Gómez (Elena Ballesteros)

Joven estudiante de Periodismo, impulsiva y enamoradiza. Es hija de Luis Sanz.
Gracias a ser la hija del jefe trabaja de becaria en el periódico nada más empezar la carrera, aunque se queja de que su padre apenas le deje hacer más que fotocopias y teletipos. En la redacción nadie la ve como una enchufada y se lleva bien con todos. Con su padre tiene también los conflictos propios de su edad. A él le costará aceptar su relación con Chusky, amigo de toda la vida y mucho mayor que ella.
Se hace muy amiga de Claudia, aunque llegan a tener ciertos roces por Chusky, y más tarde de Berta. Las tres vivirían juntas una temporada. Tras sufrir un desengaño amoroso con el padre de Berta y hermano de Ali y descubrir que no tiene ninguna oportunidad con Óscar, a pesar de que este se había fijado en un principio más en ella que en Claudia, decide marcharse a Miami a vivir con su padre. Tiene un hermano pequeño llamado Íñigo (José Gonzálvez)
Temporada 1-8 (96 episodios) 
- Claudia Montero (Miryam Gallego)

La segunda becaria del periódico. Es una chica abierta, dulce y positiva.
Es hija de una periodista antigua colega de Blas que murió de cáncer. Cuando llega al periódico él la ayuda en todo lo que puede y son buenos amigos.
Al principio le cuesta adaptarse. Sus mejores apoyos son José Antonio y Chusky, que se enamoran de ella, y más tarde Isabel y Berta, con las que compartirá piso.
Tras su historia con Chusky se enamora del nuevo fotógrafo, Óscar. Mantienen la relación en la distancia cuando a él le ofrecen un trabajo en París. A su vuelta, le confiesa una infidelidad y ella le deja, aunque finalmente le perdona y decide irse a vivir con él a Francia en el último episodio de la serie.
Temporada 5-9 (62 episodios) 
- Berta Rocha (Isabel Aboy)

Estudiante de Periodismo y sobrina de Ali que se incorpora como becaria al periódico en la antepenúltima temporada de la serie.
Fue una niña mimada y tiene una mentalidad bastante infantil. Es ingenua y caprichosa, a la vez que coqueta y optimista.
Primero vivió con su tía, y luego con Claudia e Isabel, de las que se hizo muy amiga.
Temporada 7-9 (38 episodios)

#### Fotógrafos
- Guillermo "Willy" Casals (Joel Joan)

Fotógrafo caradura y simpático, amante del dinero y las mujeres, pero buena persona.
Se enamora de Clara, hasta que le ofrecen un trabajo en Nueva York y acaba enamorándose y comprometiéndose con otra.
Gran amigo de José Antonio, también hace buenas migas con Chusky, aunque a veces choca con Ana, en general es muy querido en la redacción.
Temporada 1-2, recurrente 3,invitado 4 (33 episodios) 
- Tomás Herrero (Jorge Bosch)

Fotógrafo que estuvo sólo una temporada en la serie.
Tenía una novia estable (de la que hablaba continuamente aunque no aparecía en la serie) con la que siempre tenía malentendidos por culpa del trabajo.
Desapareció de la serie de un día para otro ya que fichó por el diario "El Independiente".
Temporada 4, recurrente 5 (17 episodios) 
- Eduardo "Edu" Cabrera (Enrique Arce)

El siguiente fotógrafo de la redacción tras la marcha de Tomás. Falsificó su currículum para poder entrar en el periódico.
Hizo muy buenas migas con Ali, aunque al principio no se entendían bien.
Temporada 6-7 (30 episodios) 
- Óscar Gondtard (Unax Ugalde)

Otro fotógrafo, hijo secreto del director del periódico, Pablo.
Es un chico callado, discreto y algo misterioso.
Se enamora de Claudia, y aunque se va a Francia aceptando un trabajo y le es infiel allí, vuelve al final de la serie, Claudia le perdona y acaban juntos.
Temporada 8, recurrente 9 (27 episodios) 
- Josep "Pep" Portabella (Santi Millán)

El último fotógrafo de la redacción.
Es algo golfo y vago, pero muestra otro lado muy distinto cuando se ocupa de su hermano deficiente mental.
Mantuvo una relación muy especial de amor-odio con Ana.
Temporada 9 (7 episodios)

#### Secretarias
- Mamen Tébar (María Pujalte)

Es la secretaria de Local, una mujer simpática y extrovertida, aunque a veces algo insegura, y casi siempre de buen humor. Es la mejor amiga de Laura, y más adelante, cuando esta abandonó la serie, intimó más con Ali, aunque hace buenas migas con toda la gente de la redacción.
Es la pareja de Blas, con el que se casa en el transcurso de la serie. Más tarde adoptaron un niño, pero finalmente, tras muchas discusiones y crisis a lo largo de la serie, ella le dejó y su personaje abandonó su trabajo en el periódico y desapareció.
Temporada 1-8 (107 episodios) 
- Silvia Monreal (Marta Fernández Muro)

Secretaria que entra en el periódico para sustituir a Mamen tras su marcha. Es muy charlatana, aunque preparada y eficaz. Acaba viviendo con Claudia y Berta y ejerciendo casi de madre para ellas.
En la redacción también es la mayor de Local.
Temporada 9 (11 episodios)

### Otros
- Juan Salas Calafí "Chusky" (Paco Marín)

Huérfano desde pequeño, es como un hijo para Luis. Acostumbrado a moverse en la calle, sirve de gancho para muchas noticias, de manera que colabora en el periódico por mediación de Luis a pesar de no ser periodista.
Es despedido por García en una reducción de plantilla, pero tras descubrir sus viñetas, se le contrata como humorista gráfico.
Se enamora de Isabel, hija de Luis, con la que mantiene una relación. Más tarde aparece Claudia, por la que competirá con José Antonio.
Su personaje, siempre metido en líos, desaparece de la serie tras ser detenido e ingresar en la cárcel por agredir a un tercero por querer proteger a Claudia.
Temporada 1-6, invitado 9 (89 episodios) 
- Herminio Robledo (Pepín Salvador) (†)

Es el dicharachero y entrañable conserje de Local.
Siempre tiene una sonrisa y una palabra amable para los miembros de la redacción.
Conoce los secretos de todos y les ayuda siempre que puede.
Todas las temporadas (120 episodios)

### Familiares
- Emma Torres Nadal (Nadia Henche)

Es la hija de Clara, educada prácticamente por ella y por su amiga y compañera de piso Ana.
Es una niña dulce, risueña y muy lista que sabe conseguir lo que quiere de su madre.
Todas las temporadas (120 episodios) 
- Gloria (María Jesús Valdés)

La madre de Laura, con la que vive. Es una mujer cotilla, siempre preocupada por su hija y pendiente de sus asuntos amorosos. Procura aconsejarla, pero a veces se mete demasiado donde no le llaman.
Temporada 1-5 (67 episodios) 
- Iñigo Sanz Gómez (José Gonzálvez)

Hijo de Luis y Pilar, hermano de Isabel.
Temporada 1, invitado 3 (14 episodios) 
- Pilar Gómez de Ayala (Adriana Ozores)

La exmujer de Luis, madre de Isabel.
Apareció con frecuencia al principio de la serie, dando lugar a algunos enredos con Luis y Laura, especialmente cuando ambas se quedaron embarazadas al mismo tiempo.
Temporada 1-3 recurrente (13 episodios) 
- Marimar (Chiqui Fernández)

Madre del niño que acogen Blas y Mamen, Kevin.
Cuando sale de la cárcel y le devuelven al niño, Blas hace todo lo que puede por ayudarle y se convierten en buenos amigos hasta el punto de que, una vez que Mamen ha dejado a Blas, se enamoran y acaban casándose en el último episodio de la serie.
Temporada 8-9 recurrente (15 episodios) 
- Kevin (Carlos Rodríguez)

El niño que acogen Mamen y Blas. Al principio les cuesta hacerse con él, aunque finalmente se cogerán mucho cariño. Se lleva mejor con Blas que con Mamen y será motivo para una más de las crisis de la pareja.
Temporada 7-9 recurrente 3 invitado (21 episodios) 
- Concha (Ane Gabarain)

La mujer de Zamora y madre de sus tres hijas.
Siempre está detrás de él, le llama constantemente al periódico. Nueva en la ciudad, quiere hacer amigos por todos los medios, por lo que convoca una cena para los compañeros de su marido. Será especialmente cargante con Mamen.
Temporada 7-9 recurrente (17 episodios)

### Personajes secundarios
- Miguelón (Paco Catalá)

Es el personaje que regenta La tertulia, el bar donde acuden a diario todos los trabajadores de la redacción de Local. Es un hombre atento y simpático.
Todas las temporadas (120 episodios) 
- Carlos (Cesáreo Estébanez)

Comisario de policía que colabora con el periódico, especialmente a través de Luis, del que es amigo.
Es un tipo serio pero que siempre está dispuesto a ayudar.
Todas las temporadas de recurrente (36 episodios) 
- Andrés (Pep Munné)

Abogado del periódico.
Mantuvo una relación con Clara a raíz de encargarse del juicio que tuvo ella con Álvaro por la custodia de Emma, pero él estaba casado y la relación no fue adelante al darle largas y no dejar a su mujer.
Temporada 4-6 recurrente (16 episodios) 
- Leal (Joseba Apaolaza)

Profesor de la facultad de Isabel con el que tiene una relación y sufre un desengaño amoroso.
Fue compañero de carrera de Luis, y no se pueden ver, por lo que se opone aún más a que él y su hija estén juntos.
Temporada 2 invitado,4-5 recurrente (6 episodios)

## Episodios
- Anexo:Episodios de Periodistas

## Premios
- Premios de la Academia de las Ciencias y las Artes de la Televisión:
  - Mejor programa de ficción en 1999.
  - Mejor director de arte (Fernando González), mejor producción ejecutiva (Daniel Écija, Felipe Mellizo y Pilar Nadal) y nominación a la mejor interpretación femenina (Amparo Larrañaga como Laura Maseras) en 2000.
  - Nominación a la mejor interpretación femenina (Alicia Borrachero como Ana Ruiz) en 2001.

- Fotogramas de Plata.
  - Mejor actor de televisión (José Coronado como Luis Sanz) y nominaciones en la misma categoría (Pepón Nieto como José Antonio Aranda) y en la de mejor actriz de televisión (Amparo Larrañaga como Laura Maseras) en 1999.
  - Nominación al mejor actor de televisión (Joel Joan como Willy) en 2000.
  - Nominación al mejor actor de televisión (Unax Ugalde como Óscar) en 2001.

- Premio Ondas a la mejor serie nacional en 1998.

- Premios de la Unión de Actores:
  - Mejor actor de reparto (Paco Marín como Chusky) y mejor actor secundario (Pepón Nieto como José Antonio Aranda) en 1999.
  - Nominación a la mejor actriz secundaria de televisión (María Pujalte como Mamen Tebar) en 2000.
  - Mejor actriz secundaria de televisión (María Pujalte como Mamen Tebar) en 2001.
  - Mejor actriz protagonista (Alicia Borrachero como Ana Ruiz) y nominación a mejor actor de reparto (Unax Ugalde como Óscar) en 2002.
  - Mejor actriz de reparto (Chiqui Fernández como Marimar) en 2003.

- Premios TP de Oro.
  - Nominación a la mejor actriz (Amparo Larrañaga como Laura Maseras) en 1999.
  - Nominación al mejor actor (José Coronado como Luis Sanz), a la mejor actriz (Amparo Larrañaga como Laura Maseras) y a la mejor serie nacional en 2001.

## Audiencias
- 7.ª temporada: 4.440.920 espectadores (28,21%)
- 8.ª temporada: 4.174.210 espectadores (24,84%)
- 9.ª temporada: 3.435.310 espectadores (21,36%)

TEMPORADA 7
- 7x01, 9/4/01: 4.622.000 (29,3%)
- 7x02, 16/4/01: 4.398.000 (26,8%)
- 7x03, 23/4/01: 5.036.000 (31,0%)
- 7x04, 30/4/01: 3.956.000 (25,4%)
- 7x05, 7/5/01: 4.693.000 (27,8%)
- 7x06, 14/5/01: 4.567.000 (27,4%)
- 7x07, 21/5/01: 4.794.000 (28,8%)
- 7x08, 28/5/01: 3.713.000 (22,6%)
- 7x09, 4/6/01: 4.633.000 (29,9%)
- 7x10, 11/6/01: 4.852.000 (30,9%)
- 7x11, 18/6/01: 4.520.000 (28,9%)
- 7x12, 2/7/01: 3.898.000 (28,4%)
- 7x13, 9/7/01: 4.050.000 (29,5%)
- MEDIA: 4.440.920 (28,21%)

TEMPORADA 8
- 8x01: 4.007.000 (25,2%)
- 8x02: 4.213.000 (27,5%)
- 8x03: 4.336.000 (27,4%)
- 8x04: 4.223.000 (26,1%)
- 8x05: 4.831.000 (29,3%)
- 8x06: 4.967.000 (29,2%)
- 8x07: 4.371.000 (27,4%)
- 8x08: 4.315.000 (25,1%)
- 8x09: 3.943.000 (22,6%)
- 8x10: 4.285.000 (24,1%)
- 8x11: 3.743.000 (21,1%)
- 8x12: 3.661.000 (20,5%)
- 8x13: 3.739.000 (21,0%)
- 8x14: 3.805.000 (21,3%)
- MEDIA: 4.174.210 (24,84%)

TEMPORADA 9
- 9x01: 4.028.000 (23,7%)
- 9x02: 3.891.000 (23,4%)
- 9x03: 3.405.000 (20,9%)
- 9x04: 3.527.000 (20,3%)
- 9x05: 3.432.000 (20,5%)
- 9x06: 3.158.000 (19,4%)
- 9x07: 3.725.000 (22,1%)
- 9x08: 3.351.000 (20,6%)
- 9x09: 3.345.000 (20,5%)
- 9x10: 3.190.000 (20,6%)
- 9x11: 3.154.000 (21,0%)
- 9x12: 3.182.000 (21,8%)
- 9x13: 3.271.000 (22,9%)
- MEDIA: 3.435.310 (21,36%)